# Gazeta Lekarska
Gazeta Lekarska – pismo Naczelnej Izby Lekarskiej. Ukazuje się od 1990. Jako pismo samorządu lekarzy i lekarzy dentystów, rozprowadzana jest wysyłkowo i bezpłatnie do wszystkich członków izb lekarskich, chyba że złoży on prośbę o skreślenie z listy adresatów do odpowiedniej okręgowej izby lekarskiej. Trafia także do lekarzy polskiego pochodzenia pracujących poza krajem oraz placówek służby zdrowia i innych instytucji medycznych.
Nakład pisma w 2006 wynosił 133 tysiące egzemplarzy, w 2014 przekroczył 160 tysięcy, obecnie (stan na numer maj 2019) wynosi 173 tysiące. Redaktorem naczelnym „Gazety Lekarskiej” jest Marta Jakubiak.    
Od marca 2014 pod adresem GazetaLekarska.pl działa portal internetowy „Gazety Lekarskiej”, na którym w można znaleźć archiwalne wersje pisma, jak również informacje ze świata medycyny i wieści z działalności samorządu lekarskiego.

## Patrz też
Gazeta Lekarska (1866)